# M. Stanley Whittingham

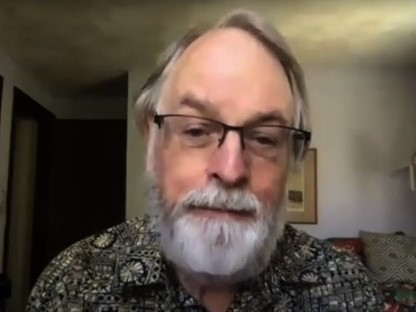
M. Stanley Whittingham (2020)

Michael Stanley Whittingham, kurz Stan Whittingham, (* 22. Dezember 1941 in Nottingham, England) ist ein britischer Chemiker (Festkörperchemie, Elektrochemie) und Nobelpreisträger.

## Leben
M. Stanley Whittingham studierte Chemie an der University of Oxford (B.A. 1964, M.A. 1967, D.Phil. 1968). Von 1965 bis 1967 war er Instructor in der Abteilung anorganische Chemie in Oxford. Von 1968 bis 1972 war er als Postdoctoral Fellow an der Stanford University tätig. Von 1972 bis 1984 arbeitete er für die Exxon Research & Engineering Company, davon 1975 bis 1978 als Leiter der Gruppe Chemische Physik, 1978 bis 1980 als Direktor des Solid State and Catalytic Science Lab und 1980 bis 1984 als Manager der Chemical Engineering Technology Division. Von 1984 bis 1988 war er Direktor für physikalische Wissenschaften (Physical Science) bei Schlumberger. Er ist seit 1988 Chemieprofessor und Direktor des Instituts für Materialforschung (Institute for Materials Research) an der Binghamton University im US-Bundesstaat New York tätig. Whittingham leistete entscheidende Beiträge zur Erforschung von Lithiumbatterien und entwickelt neue anorganische Oxidmaterialien und Materialien für Batterien mit hoher Energie-Speicherfähigkeit.
Ein Durchbruch war seine Verwendung von Titandisulfid als Kathodenmaterial in Lithium-Ionen-Batterien in den 1970er Jahren, das in den atomaren Zwischenräumen Lithiumionen aufnehmen konnte. Für die Anode benutzte er noch metallisches Lithium, das aber zu reaktionsfreudig war für kommerzielle Anwendungen (Explosionsgefahr). 1980 ersetzte John B. Goodenough im nächsten Schritt auf dem Weg zur Lithium-Ionen-Batterie das Metallsulfid der Kathode durch ein Metalloxid und der Schritt zur kommerziellen Anwendungen gelang Akira Yoshino Mitte der 1980er Jahre in Japan, wobei Yoshino auch das zu reaktionsfreudige metallische Lithium der Anode durch kohlenstoffhaltiges Material ersetzte, in dem die Lithiumionen aufgenommen wurden.
2018 wurde er in die National Academy of Engineering gewählt, 2021 in die Royal Society. Seit 2015 zählte ihn Thomson Reuters zu den Favoriten auf einen Nobelpreis für Chemie. 2019 wurde Whittingham  mit dem Nobelpreis für Chemie ausgezeichnet.
Er war Gründer der Zeitschrift Solid State Ionics und von 1980 bis 1999 ihr leitender Herausgeber.

## Schriften (Auswahl)
- Electrical energy storage and intercalation chemistry, Science, Band 192, 1976, S. 1126–1127
- The role of ternary phases in cathode reactions, Journal of The Electrochemical Society, Band 123, 1976, S. 315–320
- Chemistry of intercalation compounds: Metal guests in chalcogenide hosts, Progress in Solid State Chemistry, Band 12, 1978, S. 41–99
- mit S. Yang, P. Y. Zavalij: Hydrothermal synthesis of lithium iron phosphate cathodes, Electrochemistry Communications, Band 3, 2001, S. 505–508
- Lithium batteries and cathode materials, Chemical Reviews, Band 104, 2004, S. 4271–4302
- History, Evolution, and Future Status of Energy Storage, IEEE Proceedings, Band 100, 2012, S. 1518–1534